# Babina chapaensis
Babina chapaensis е вид земноводно от семейство Водни жаби (Ranidae).

## Разпространение
Видът е разпространен във Виетнам, Лаос и Тайланд.